# Type 92 (mitragliatrice pesante)
La Type 92 (九二 式 重 机关 铳?, Kyūnii-shiki jū-kikanjū) è stata una mitragliatrice pesante di squadra, prodotta in Giappone negli anni trenta e utilizzata principalmente dall'esercito imperiale giapponese e dalle forze collaborazioniste prima e durante la seconda guerra mondiale.

## Storia
Negli anni trenta l'esercito imperiale giapponese introdusse una serie di normative atte ad uniformare l'armamento in dotazione ai propri reparti. In quest'ottica la mitragliatrice pesante Type 3, introdotta negli anni dieci del XX secolo, venne modificata nel progetto dal generale Kijirō Nambu in modo da poter utilizzare munizionamento 7,7 × 58 mm Type 92 in luogo del 6,5 × 50 mm Arisaka.

### Sviluppo
Nambu introdusse modifiche nell'alimentazione, nel controllo del fuoco e nel sistema di blocco. Dopo le fasi preliminari la nuova arma entrò in servizio nel 1932 nell'esercito imperiale divenendo dotazione standard dei reparti nel periodo prebellico e durante la seconda guerra mondiale.

### Impiego operativo
La Type 92 venne ampiamente utilizzata dall'esercito imperiale e dalle forze collaborazioniste prima e dopo il coinvolgimento giapponese nella seconda guerra mondiale.
Al termine del conflitto, le armi catturate vennero ampiamente utilizzate anche dalle truppe dell'Esercito Rivoluzionario Nazionale cinese, da quelle dell'Esercito Popolare di Liberazione e dall'esercito della Corea del Nord durante la guerra civile cinese e la guerra di Corea.

## Descrizione tecnica
La Type 92 era essenzialmente una versione in scala maggiorata della Type 3, possedeva un calibro di 7,7 mm, e come la Type 3 era raffreddata ad aria; le munizioni erano in nastri da 30 colpi. I proiettili sparati raggiungevano una velocità iniziale di 732 m/s, mentre la cadenza di tiro era di circa 450 colpi al minuto. Molti definiscono la Tipo 92 una copia della Hotchkiss Mle 1914.
La Type 92 fu a volte adoperata in funzione antiaerea durante la guerra del Pacifico. Venne soprannominata "picchio" da parte delle truppe alleate a causa del suono caratteristico, lento e ripetitivo, che produceva mentre faceva fuoco. La Type 92 possedeva una portata massima di 4.500 metri, ma dimostrava la sua potenza massima fino a 800 metri.
In posizione di fuoco era montata su treppiede, per un peso totale di 55,3 chilogrammi, ed era servita da una squadra di 3 uomini. Spesso era equipaggiata con un organo di mira telescopico.